# Мамо Кананда
Ма́мо Кана́нда (англ. Mamo Kananda Cave) — карстовая пещера в известняках на острове Новая Гвинея, среди джунглей плато Мамо. Самая длинная пещера Папуа — Новой Гвинеи.
Протяжённость пещеры составляет 54,8 км, амплитуда — 528 м. В лабиринтовой системе имеется 24 входа. Крупные залы (3 грота с объёмом свыше 1 млн.м³), много натёков. Пещера была обнаружена австралийскими спелеологами в 1973 году.